# 小行星2255
小行星2255（2255 Qinghai），又称为青海星，是由紫金山天文台在1977年11月3日发现的主带小行星。
該小行星以中国的省份青海省命名。